# 1968 en architecture
| Années de l'architecture : 1965 - 1966 - 1967 - 1968 - 1969 - 1970 - 1971    |
| Décennies de l'architecture : 1930 - 1940 - 1950 - 1960 - 1970 - 1980 - 1990 |

Cet article présente les faits marquants de l'année 1968 en architecture.

## Réalisations
- Ouverture de la Neue Nationalgalerie à Berlin, construite par Ludwig Mies van der Rohe.
- Construction de la Lake Point Tower à Chicago, conçue par Schippereit-Heinrich Associates.
- Construction de l’Olympiaturm dans l’Olympipark de Munich.
- Construction de la tour Heinrich-Hertz à Hambourg.
- Construction de la Tower of the Americas à San Antonio au Texas.
- Ouverture de la Calgary Tower à Calgary dans l'Alberta.
- Achèvement de la chapelle Notre-Père de Buchenbach, d'après les plans de l'architecte Werner Groh, à Buchenbach dans le Land allemand de Bade-Wurtemberg.
- Château d'eau de Petite-Synthe à Dunkerque, conçu par Le Corbusier.

## Récompenses
- AIA Gold Medal : Marcel Breuer.
- Architecture Firm Award : I.M. Pei & Partners.
- RAIA Gold Medal : Roy Grounds.
- Royal Gold Medal : Richard Buckminster Fuller.

## Naissances
- x

## Décès
- x